# Johan Ivarsson (orienterare)
Johan Ivarsson, född 16 mars 1967, är en svensk orienterare från OK Illern, numera SOL Tranås. Som tog VM-brons i stafett 1995 och 1999. Han blev nordisk mästare i stafett 1995 samt tog NM-brons över klassisk distans samma år och i stafett 1997. Ivarsson har även tagit 15 SM-guld.